# Косуй
Остров Косуй (или Пожарево) е български дунавски остров, разположен от 423,4 до 427,2 км по течението на реката в Област Силистра, община Тутракан. Площта му е 2,4 km2, която му отрежда 9-о място по големина сред българските дунавски острови.
Островът се намира северно от село Пожарево, община Тутракан. Има елипсовидна форма с дължина 4,3 км и максимална ширина до 1,2 км. От българския бряг го отделя канал с минимална ширина от 300 – 350 м. Най-голямата му надморска височина е 14,8 м и се намира в централната му част, като е издигната на 3 – 4 м над нивото на река Дунав. Изграден е от речни наноси и е залесен с върба и топола. При високи дунавски води ниските му части се заливат, в резултат от което на острова има 4 постоянни блата, като най-голямото от тях (западното) е с площ ок. 6,5 – 7 ха. Североизточно от него се намира по-малкият остров Малък Косуй. На острова е създадена защитената местност „Остров Пожарево“.

## Топографска карта
- Лист от карта L-35-138. Мащаб: 1 : 100 000.